# Петухов, Виктор Петрович
Виктор Петрович Петухов (31 марта 1943, Ижевск, Удмуртская АССР, РСФСР — 21 декабря 2015, Ижевск, Республика Удмуртия, Российская Федерация) — советский и российский тренер по плаванию, председатель Федерации плавания Удмуртской Республики, заслуженный тренер РСФСР.

## Биография
После окончания семи классов будущий спортсмен пошел работать в цех Ижевского машиностроительного завода, где работал строгальщиком его отец. Еще в юношеском возрасте стать чемпионом Удмуртии по плаванию. Проходя срочную военную службу в Омске, сумел получить физкультурное образование, защитил норматив мастера спорта по плаванию.
С сентября 1965 года начал работать тренером в ижевском Дворце спорта. Подготовил свыше 40 мастеров спорта и кандидатов в мастера спорта России. Более 30 лет работал директором Дворца спорта «Ижмаш».
В течение 17 лет работал тренером в сборной команде СССР. С 2012 года являлся членом ревизионной комиссии Всероссийской федерации плавания (ВФП), с 2008 по 2012 гг. — член Президиума ВФП. Многие годы возглавлял коллегию судей РФ по плаванию.
Много внимания уделял развитию детского плавания. Благодаря его усилиям в 1990-е годы удалось сохранить самые популярные в России детские соревнования по плаванию — «Веселый дельфин», финал которых с 1992 по 2004 год проходили в Ижевске. Одним из его решений было создание Детской лиги плавания — соревнований, которые проводятся после завершения курса начального обучения.
Работал со сборным по плаванию в Арабской Республике Египет и на Филиппинах, где ему было присвоено звание «Заслуженный тренер».

## Награды и звания
- Заслуженный тренер РСФСР
- Медаль «За трудовую доблесть»
- Медаль от Президента России «В память 30-летия игр XXII Олимпиады 1980 года в Москве»